# Astragalus yumenensis
Astragalus yumenensis là một loài thực vật có hoa trong họ Đậu. Loài này được S.B.Ho miêu tả khoa học đầu tiên.